# شلمنسر چهارم
شلمنسر چهارم (به انگلیسی: Shalmaneser IV) پسر ادد-نیراری سوم پادشاه آشور بود که پس از پدرش به تخت سلطنت نشست. دربارهٔ وی اطلاعات بسیار کمی موجود است. وی چند بار با اورارتو جنگید. قدرت وی در اثر افزایش قدرت و نفوذ اشرافی مانند شمشی-ایلو – که فرمانده کل قشون بود – کاهش پیدا کرد و محدود شد. پس از وی، برادرش آشور-دان سوم به حکومت آشور رسید.